# Lyria (Plicolyria) boucheti
Lyria (Plicolyria) boucheti is een slakkensoort uit de familie van de Volutidae. De wetenschappelijke naam van de soort is voor het eerst geldig gepubliceerd in 2004 door Bail & Poppe.